# Ehlersiella hirsuta
Ehlersiella hirsuta är en ringmaskart som beskrevs av Louis Roule 1896. Ehlersiella hirsuta ingår i släktet Ehlersiella och familjen Terebellidae. Inga underarter finns listade i Catalogue of Life.